# Maria Winkler
Maria Winkler  ursprungligen Rüdrich är en före detta östtysk handbollsspelare. Hon blev världsmästare med Östtyskland damlandslag i handboll 1971.
Maria Winkler spelade för SC Leipzig i Oberliga, den högsta ligan i Östtyskland. Med SC Leipzig blev hon ligamästare 1965, 1968, 1969 och 1970. 1966 vann hon Europacupen med klubben.
Hon spelade för Östtyskland vid världsmästerskapet i handboll för damer 1971 i Nederländerna och blev världsmästare med laget. Hon spelade fem matcher och stod för nio mål, och tillhörde nyckelspelarna i laget.